# Charles McVean
Charles McVean (* 1802 bei Johnstown, New York; † 1. September 1848 in New York City) war ein US-amerikanischer Jurist und Politiker. Zwischen 1833 und 1835 vertrat er den Bundesstaat New York im US-Repräsentantenhaus.

## Werdegang
Charles McVean wurde Anfang des 19. Jahrhunderts bei Johnstown im Fulton County geboren. Er verfolgte eine akademische Laufbahn. McVean studierte Jura. Nach dem Erhalt seiner Zulassung begann er in Johnstown zu praktizieren. Zwischen 1827 und 1831 arbeitete er als Redakteur für eine Zeitung in Canajoharie. Politisch gehörte er der Jacksonian-Fraktion an.
Bei den Kongresswahlen des Jahres 1832 für den 23. Kongress wurde er im 15. Wahlbezirk von New York in das US-Repräsentantenhaus in Washington, D.C. gewählt, wo er am 4. März 1833 die Nachfolge von Michael Hoffman antrat. Da er auf eine erneute Kandidatur im Jahr 1834 verzichtete, schied er nach dem 3. März 1835 aus dem Kongress aus.
Zwischen 1836 und 1839 war er Bezirksstaatsanwalt im Montgomery County. Er zog dann 1839 nach New York City, wo er wieder seine Tätigkeit als Anwalt aufnahm. Am 24. Januar 1844 wurde er zum Vormundschafts- und Nachlassrichter (surrogate) im New York County ernannt – eine Stellung, die er bis 1848 innehatte. Er wurde dann am 1. September 1848 zum United States Attorney für den südlichen Distrikt ernannt, verstarb allerdings am 22. Dezember 1848 in New York City. Sein Leichnam wurde dann auf dem St. Andrew’s Cemetery beigesetzt.